# Bunte Trümmermassen

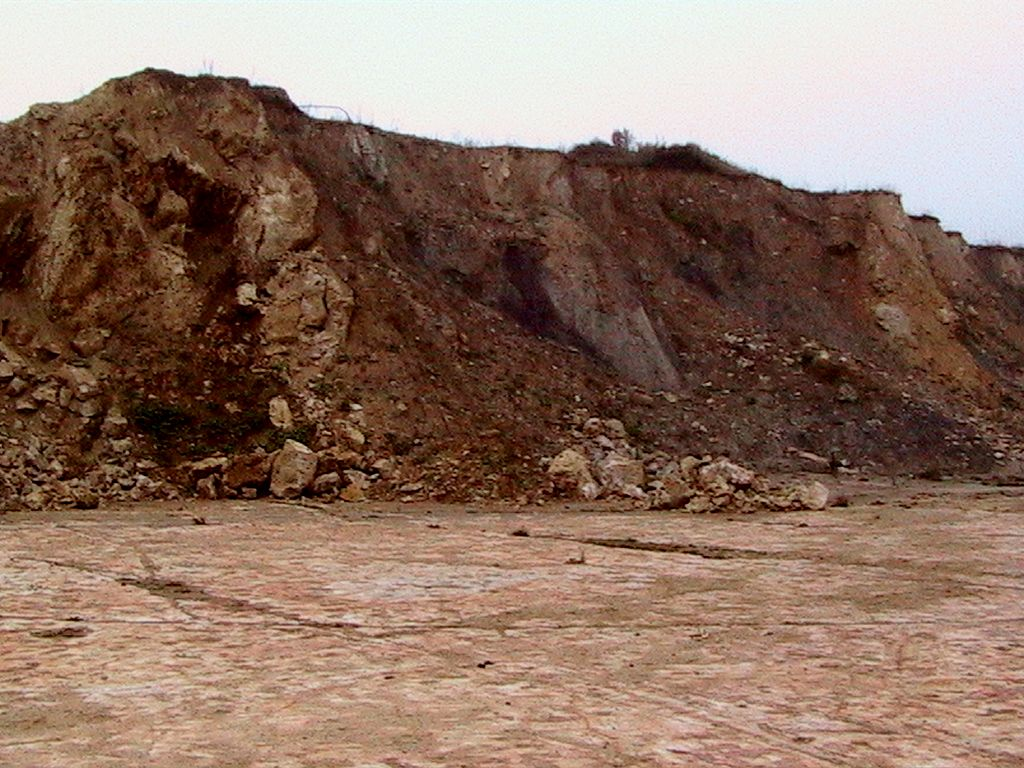
Bunte Trümmermassen mit unterliegender Schliff-Fläche

Als Bunte Trümmermassen bezeichnet man in der Umgebung des Nördlinger Ries vorgefundenen Auswurfmassen („Ejekta“), die beim Ries-Ereignis vor rund 15 Millionen Jahren bei der Entstehung des Impaktkraters aus diesem ausgeworfen wurden.

## Beschreibung
Die bunten Trümmermassen wurden durch die explosionsartige Verdampfung des Meteoriten beim Einschlag aus dem Inneren des Kraters ausgeworfen und oft kilometerweit durch die Luft geschleudert (ballistischer Auswurf). In der Randzone des Kraters wurden größere Blöcke über die Oberfläche geschoben (Roll-Gleit-Mechanismus). Die Trümmermassen bestehen vorwiegend aus mesozoischen Sedimentgesteinen (Kalkgesteine, Tone) aus den unterschiedlichsten stratigraphischen Lagen, die regellos durchmischt vorgefunden werden. Dazwischen finden sich auch Granite und Gneise, die ursprünglich aus dem viele Millionen Jahre älteren Grundgebirge stammen, und bei ungestörter Lagerung außerhalb des Kraters erst in etwa 600 Metern Tiefe anzutreffen sind. Die Bunten Trümmermassen enthalten im Gegensatz zum Suevit keine Impakt- oder diaplektischen Gläser.
Ursprünglich bildeten die Bunten Trümmermassen eine geschlossene Auswurfdecke bis zu einer Entfernung von 40 Kilometern um das Ries, die bis zu 100 Meter mächtig war. Heute werden sie vor allem noch im Süden, Südosten und Osten des Rieses angetroffen. In der Megablockzone am Riesrand liegen z. T. Kilometer-große Gesteinspakete völlig regellos durcheinander, mit zunehmender Entfernung vom Ries nimmt die Größe der einzelnen Gesteinsbestandteile ab. Gesteine, die so stark zertrümmert und vermengt sind, dass ihre Bestandteile auf einer geologischen Karte nicht mehr einzeln darstellbar sind, werden als Bunte Brekzie bezeichnet.

### Schliff-Flächen

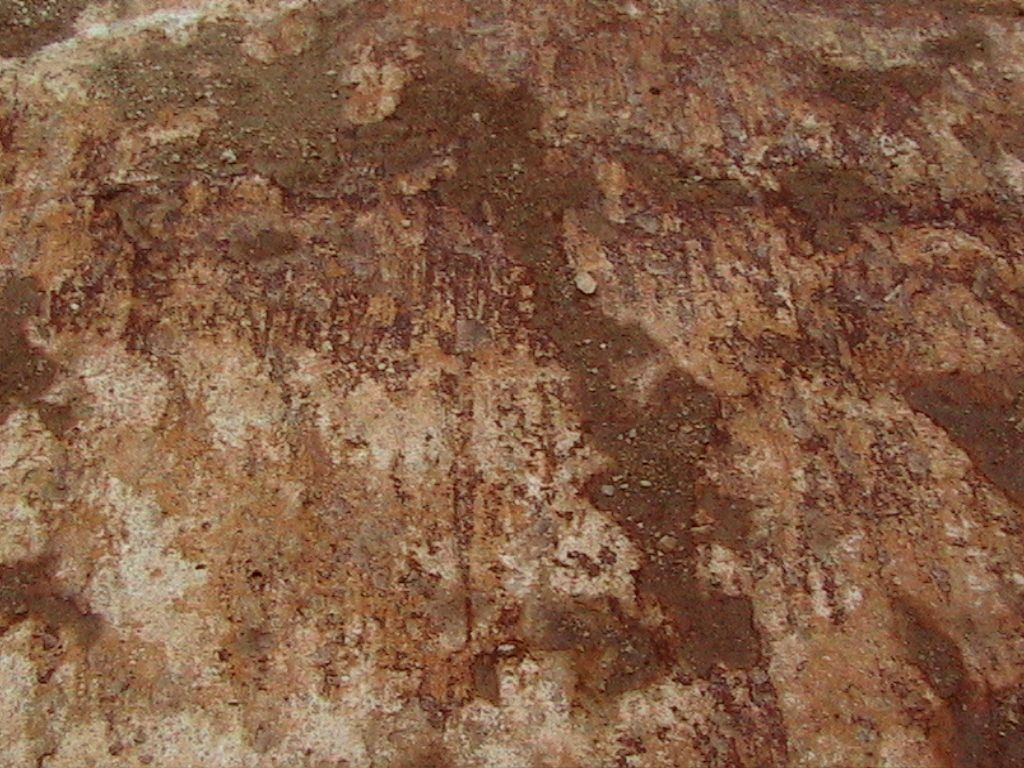
Schliff-Fläche

Häufig sind die Oberflächen der autochthonen Gesteine, auf denen die Bunten Trümmermassen aufliegen, glatt abgeschliffen. Diese Schliff-Flächen weisen Kratzspuren auf, die stets zum Zentrums des Rieskraters weisen: Offenbar sind die Gesteinspakete auf diesen Flächen nach außen geschoben worden, wobei es zu einer weiteren Durchmischung mit den dortigen Gesteinen kam.
Von Johannes Baier (2007) wurden die Schliff-Flächen mit denen an den Wänden von Vulkanschloten verglichen, wie sie z. B. beim Schwäbischen Vulkan (Mittlere Schwäbische Alb) vorkommen. Auch dort lässt sich die Transportrichtung anhand des Rillenverlaufs belegen.

### Geschockte Fossilien
Oft finden sich in den Sedimentgesteinen der Bunten Trümmermassen auch Fossilien, welche Spuren mechanischer Zerstörung aufweisen. Besonders bekannt sind die Ries-Belemniten, die durch die Schockwelle des Einschlages in dünne Scheibchen zerbrochen sind, und später, z. T. gegeneinander verschoben, wieder zusammen gekittet wurden.